# Культура КНДР

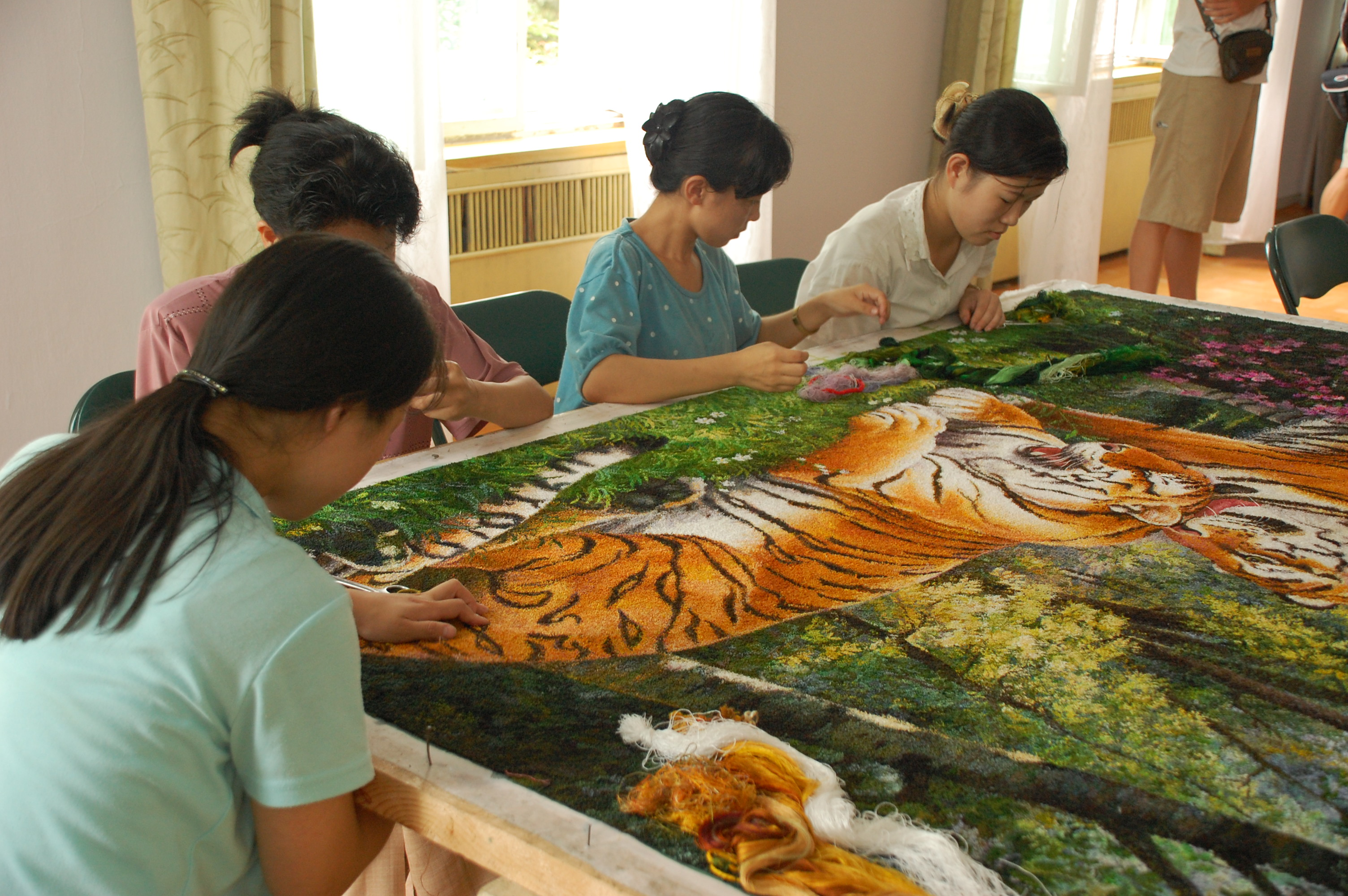
В Пхеньянском институте вышивки.

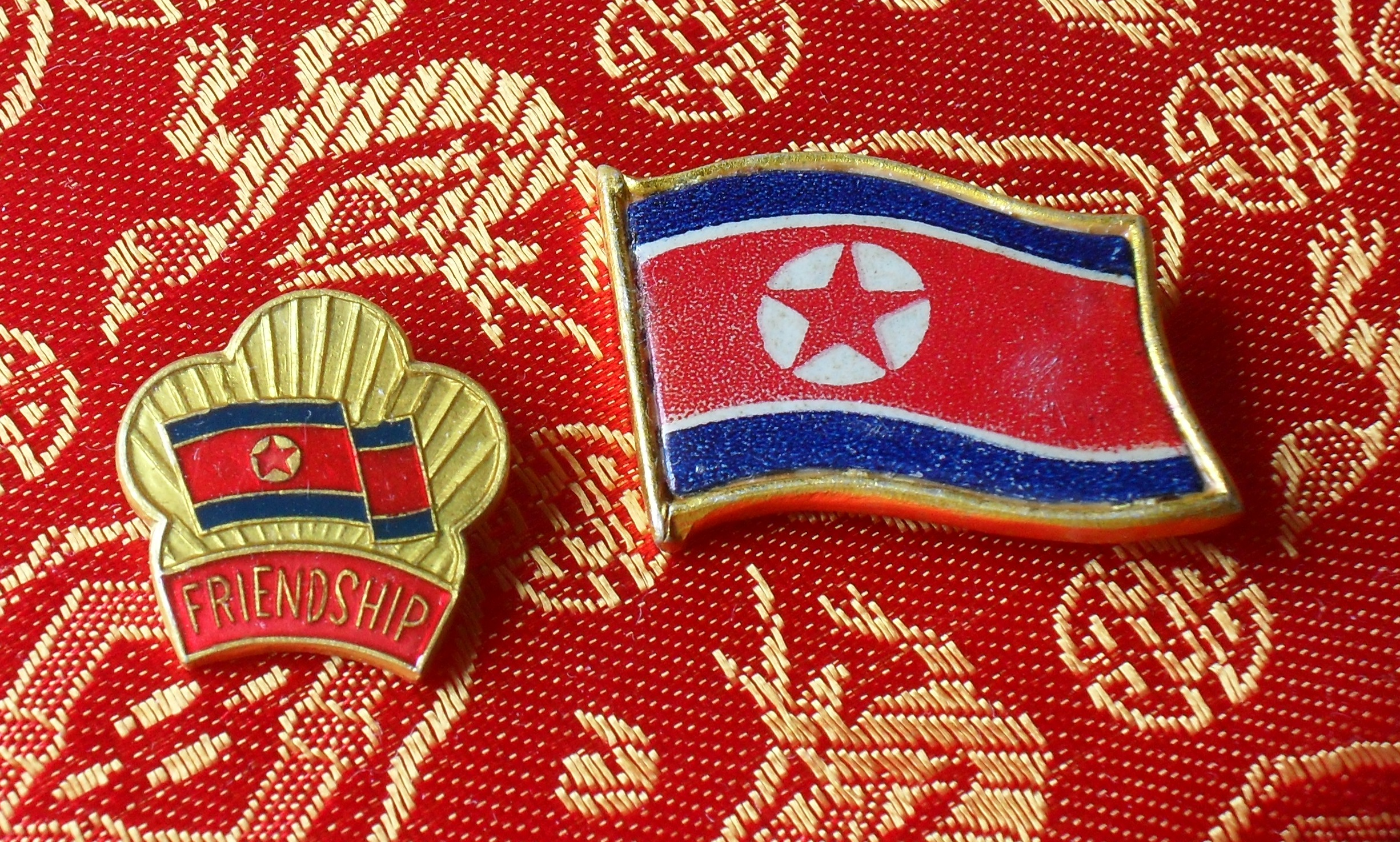
Значки, прикрепляемые на костюм, из КНДР.

Культура Корейской Народно-Демократической Республики — культура, основанная на традиционной корейской культуре, но получившая своё развитие начиная с провозглашения КНДР в 1948 году.
Идеология Чучхе провозглашает корейскую культурную уникальность, а также прославляет производительные силы рабочих масс.
Искусство в КНДР главным образом нравоучительное. Культурное выражение служит инструментом внушения идеологии Чучхе и необходимости продолжать борьбу за революцию и объединение Кореи. Иностранные правительства, особенно японские и американские, и граждане этих стран изображаются в негативном виде как «империалисты», а революционные герои и героини видятся как святые фигуры, которые действуют исходя из чистых побуждений. В культуре КНДР существуют три основные темы, которые связаны между собой: мученичество во время революционной борьбы (описанное в таком литературном произведении как «Море крови»), счастье существующего общества в КНДР и великий гений Ким Ир Сена или Ким Чен Ира.
Ким Ир Сен говорил о себе как о писателе «классических шедевров» во время Антияпонской борьбы. Романы, созданные под его руководством, такие как «Цветочница», «Море крови», «Судьба Мужского корпуса самообороны», «Песня Кореи», — все они считаются прототипами и моделями чучхейской литературы и чучхейского искусства. В одной из газет 1992 года было напечатано о Ким Ир Сене в виде его биографического письма, в котором говорилось следующее: «Героический эпос посвящён свободе и счастью народа».
Население КНДР почти не подвержено иностранному культурному влиянию со стороны выступления песенно-танцевальных коллективов и прочих артистов, которые периодически выступают перед ограниченной аудиторией. Такие международные выступления, как Spring Friendship Art Festival, проводятся ежегодно в апреле и направлены в основном на то, чтобы показать, что люди со всего мира, как и в самой КНДР, выражают любовь и уважение к национальным лидерам страны. В 1980-х годах и в начале 1990-х северокорейские СМИ сообщали о том, что Ким Чен Иру приходится неустанно работать для того, чтобы создать в стране «королевство искусства», где культурный ренессанс не имел бы аналогов в других странах. Молодой Ким Чен Ир был лично ответственен за культурную политику КНДР.
Пхеньян и прочие крупные города предлагают широкий выбор культурного выражения. «Бригады пропагандистского искусства» путешествуют по производственным предприятиям провинций, где проводят поэтические чтения, одноактные пьесы и поют песни, чтобы поздравить рабочих с их успехами и «вдохновляют их на великие подвиги» посредством артистической агитации. Такие бригады занимают видное место в сельской местности во время сбора урожая и всякий раз «ускоряют битвы» за повышение продуктивности.

## Руководство и контроль
Государство и Трудовая партия Кореи полностью контролируют литературу и искусство в КНДР. В начале 1990-х годов не было известно о какой-либо подпольной антиправительственной литературе или культурных движениях как, например, самиздат в СССР или тех, которые существуют в КНР. Партия осуществляет контроль над культурой через свой Департамент пропаганды и агитации и Департамент культуры и искусства Центрального комитета ТПК. Главное объединение корейской литературы ТПК и искусствоведческие союзы, являющиеся вышестоящими органами всех литературных и художественных организаций, также напрямую руководят всей культурной деятельностью.

## Культурное выражение
Главной темой культурного выражения является взятие всего самого лучшего, что было в прошлом и полный отказ от каких-либо «капиталистических элементов». Популярные и народные стили и темы в литературе, художестве, музыке, танцах приветствуются, потому что воспринимаются как уникальный дух корейской нации. Этнографы посвятили большое количество времени восстановлению и возрождению культурных форм, имеющие «пролетарские свойства» или «народный дух», которые поощряют развитие коллективного сознания. Музыка и хореография имеет подчёркнутое живое и оптимистическое настроение. В начале 1990-х годов, хотя не по всей КНДР, существовали коллективы народных танцев и хорового пения среди школьников и студентов, которые поддерживались и одобрялись государством. Также были восстановлены сельские музыкальные коллективы.

## Литература, музыка и кинематограф

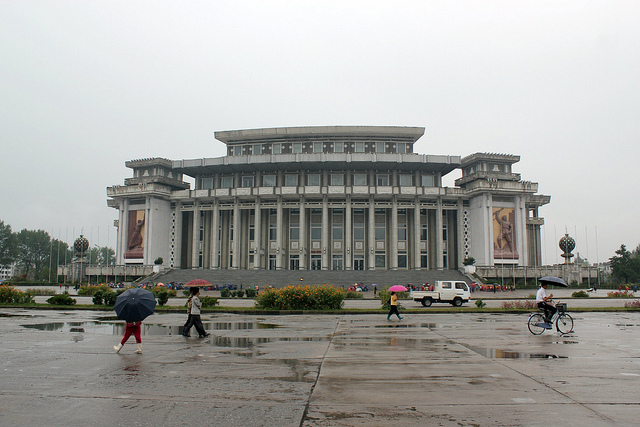
Хамхынский Большой Театр — один из самых крупных в КНДР, построенный в 1984 году.

## Массовые игры

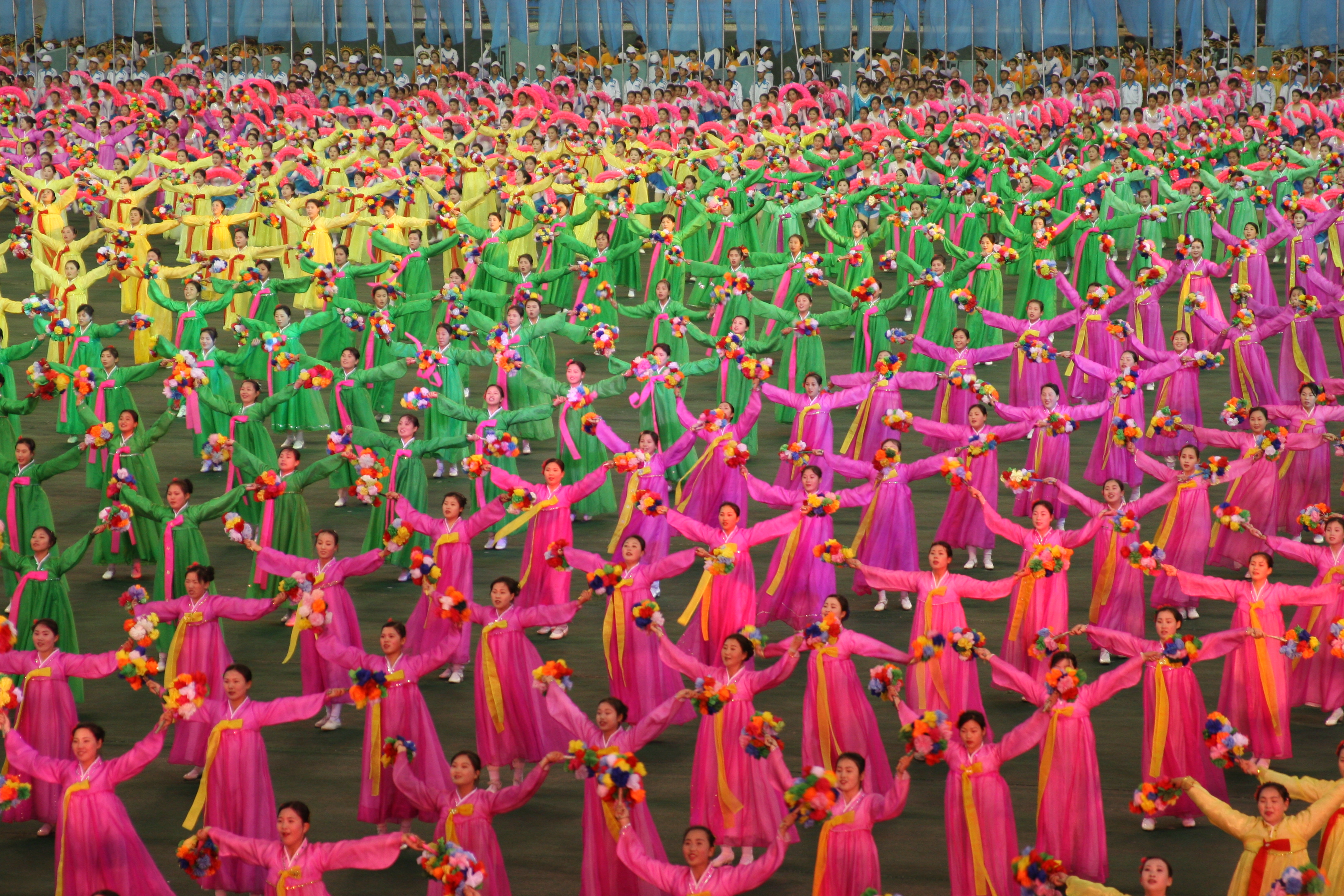
Исполнение массовых игр на стадионе «Первого мая».